# Doctrinas de los testigos de Jehová
Las creencias de los testigos de Jehová, fijados en su cuerpo de doctrinas y escatología, se basan en las enseñanzas bíblicas de Charles Taze Russell, fundador del movimiento bíblico estudiantil, y los sucesivos presidentes de la Sociedad Watchtower, Joseph Franklin Rutherford y Nathan Homer Knorr. Desde 1976, todas las decisiones doctrinales fueron tomadas por el Cuerpo Gobernante de los Testigos de Jehová, un grupo de ancianos en la sede del grupo en Warwick, Nueva York. Estas enseñanzas se difunden a través de la revista La Atalaya y otras publicaciones de los testigos de Jehová y en las convenciones y reuniones de la congregación.
Los testigos de Jehová enseñan que el orden mundial actual, que ellos perciben como bajo el control de Satanás, terminará por una intervención directa de Jehová (Dios), quien utilizará a Jesucristo para establecer plenamente su gobierno celestial en la tierra, destruyendo a los seres humanos que Dios juzga que los gobiernos son malvados y controlados por Satanás, y están creando una sociedad limpia de verdaderos adoradores que pueden vivir para siempre. Ven su misión como principalmente evangélica (difundir "buenas nuevas"), para alertar a la mayor cantidad de personas posible en el tiempo que queda antes del Armagedón. Se espera que todos los miembros de la denominación participen activamente en la predicación. Los testigos se refieren a todas sus creencias colectivamente como "la verdad".
Por décadas, y por diversas razones, fundamentalmente su oposición al nacionalismo y al servicio militar, las creencias de los testigos de Jehová han sido objeto de persecución política por razones ideológicas en el contexto de gobiernos de ideologías cercanas al nacionalcatolicismo y a la doctrina social de la iglesia,  dictaduras cívico-militares, regímenes de ideología nacionalista y dictaduras de facto y regímenes autoritarios como la Alemania Nazi, el régimen de Francisco Franco en España,  el régimen de Vladímir Putin en Rusia o las dictaduras cívico-militares en Argentina, Chile, Paraguay y Uruguay.  
En los últimos años, otras vertientes críticas con las creencias de los testigos de Jehová han emergido en paralelo al contexto y repercusiones en la opinión pública de casos de alto interés público como los abusos sexuales en la Iglesia Católica y de otros credos como La luz del mundo, entre otros, y al mismo tiempo, como consecuencia de visiones críticas a sus prácticas de disciplina congregacional, a situaciones de abuso eclesiástico, abuso de poder y abusos sexuales, a los efectos de sus prácticas de disciplina interna en la salud mental y a diversas vulneraciones a los derechos fundamentales denunciadas por exasociados y víctimas de abuso eclesiástico, muchas de ellas, actualmente en litigio. 
A partir de la década de 1990, y tras el cisma posterior al fiasco de las profecías y predicciones sobre 1975, varias de sus creencias han sido revisadas y reformadas por el Cuerpo Gobernante. 

## La sociedad Watchtower

### Fuente de doctrina
Las doctrinas de los Testigos de Jehová son establecidas y fijadas por su Cuerpo Gobernante, quienes a través de sus publicaciones y manuales se les enseña a los creyentes y miembros bautizados que Jesús usa al esclavo fiel y discreto como un medio para las revelaciones progresivas de Dios y para dirigir a los cristianos sobre asuntos bíblicos. Hasta finales de 2012, el Cuerpo Gobernante se autoproclamó a sí mismo como el representante y "portavoz" de la "clase de esclavos fieles y discretos" de Dios.  compuestos de un número limitado de "ungidos". El Cuerpo Gobernante no busca el consejo ni la aprobación de ningún bautizado u creyente "ungido", excepto de los miembros de alto rango. todos ellos en la actualidad con base en la sede de Warwick, Nueva York. En la Reunión Anual de los Testigos de Jehová celebrada en 2012, el concepto "esclavo fiel y discreto" se definió como una referencia directa al Cuerpo Gobernante.
Los testigos de Jehová están abiertos a dar la bienvenida a los eventuales cambios doctrinales, considerando tales "ajustes" como una "nueva luz" o un "nuevo entendimiento" de Dios. Este punto de vista se basa en su interpretación de Proverbios 4:18, que creen que se refiere a un avance continuo y progresivo en el conocimiento doctrinal y la comprensión de las Escrituras para los "justos", con el espíritu santo ayudando a los "representantes responsables del 'esclavo fiel y discreto' en la sede mundial a discernir verdades profundas que antes no se entendían".
Las publicaciones de los testigos de Jehová han sugerido que tal iluminación resulta de la aplicación de la razón y el estudio, la guía del espíritu santo y la dirección de Jesucristo y los ángeles. El Cuerpo Gobernante -a pesar de sus posiciones públicas desde 2012 a la actualidad- niega por lo tanto la infalibilidad y la inspiración divina. Robert Crompton, autor de un libro sobre la escatología de los Testigos de Jehová, ha señalado que es difícil rastrear el desarrollo de las doctrinas, porque los cambios explícitos -especialmente en las publicaciones posteriores a las predicciones y profecías sobre 1975- a menudo son reiteradamente manipuladas editorialmente en las sucesivas ediciones literarias y teológicas de los testigos de Jehová, lo que deja a los lectores con confusiones sobre qué detalles han sido reemplazados.
El Cuerpo Gobernante no prevé en la actualidad que los miembros critiquen o tengan algún tipo de participación directa en el desarrollo de las enseñanzas oficiales. Bajo estos preceptos, fijados tanto en sus prácticas y práxis como en su disciplina congregacional, se espera que todos los creyentes cumplan con las doctrinas y los requisitos organizativos según lo determine el Cuerpo Gobernante. Las publicaciones de los testigos de Jehová —a través de preceptos y teorías de la conspiración presentes en sus publicaciones— así como la muy rígida cultura interna existente en las congregaciones desalientan habitualmente a los Testigos bautizados y precursores de cualquier tipo de disenso y de propagar en la congregación conclusiones propias alcanzadas a través de la investigación bíblica independiente. Los miembros en ejercicio que promuevan cualquier tipo de disenso respecto de lo señalado por el Cuerpo Gobernante pueden ser expulsados y rechazados según los procedimientos y juicios canónicos. fijados y reglamentados por el Comité Judicial.

### "La organización"

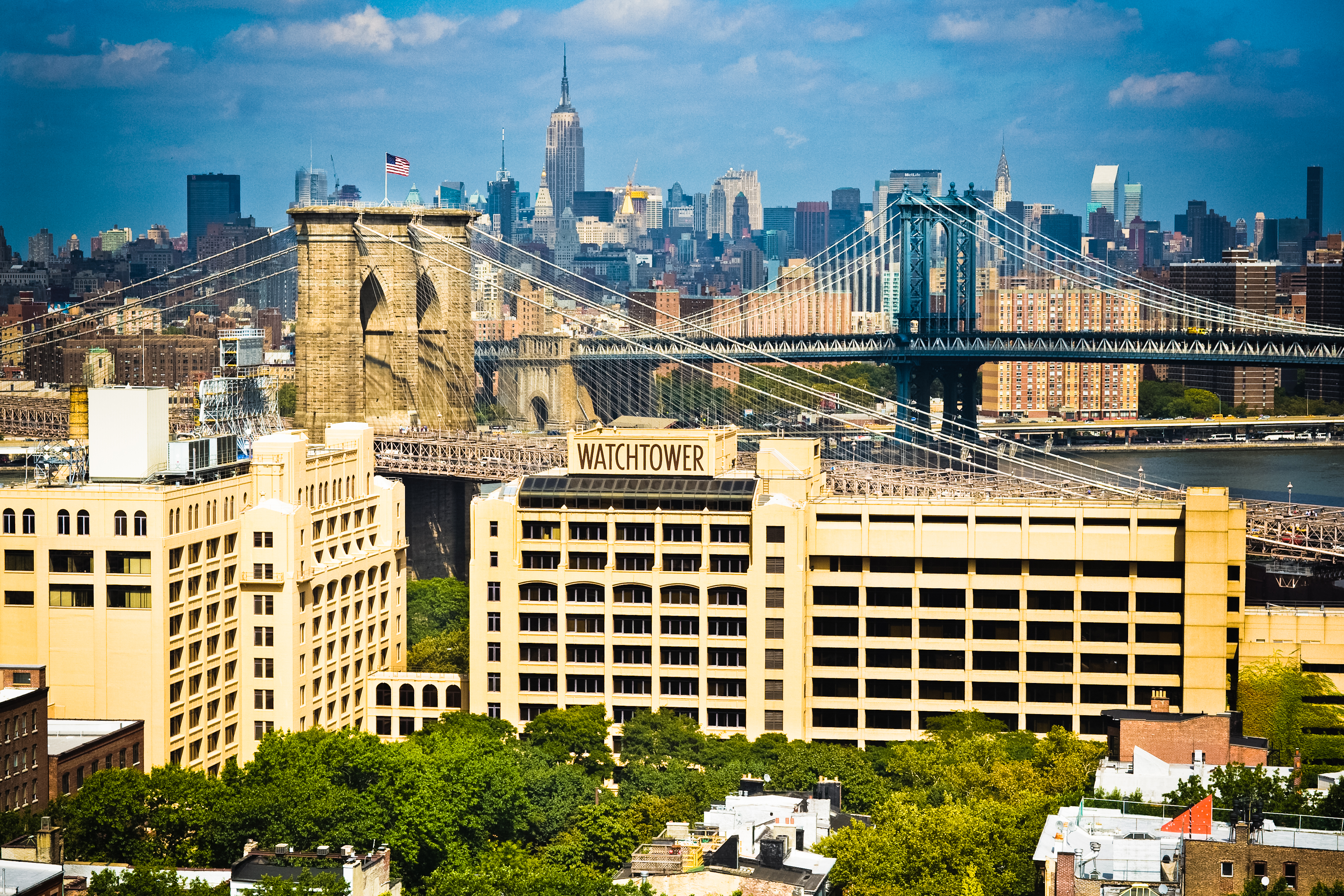
Watchtower Building, antigua sede de la organización en Brooklyn, Nueva York. El edificio sirvió como sede central de los Testigos de Jehová hasta su traslado -en el año 2017- a su actual sede central en Warwick, Nueva York.

Los testigos de Jehová creen que Dios usa una organización tanto en el cielo como en la tierra, y que los testigos de Jehová, bajo la dirección de su Cuerpo Gobernante, sostienen que son el único canal visible a través del cual Dios se comunica con la humanidad. Se dice que la organización es teocrática, y, por lo tanto, "gobernada por Dios desde arriba". Los testigos enseñan que las personas deben elegir entre la organización de Dios y la de Satanás. Las publicaciones de la Watchtower Bible and Tract Society of Pennsylvania enseñan que la Biblia es un "libro organizacional" que no pertenece a individuos y que la Biblia no puede entenderse correctamente sin la guía de "la organización visible de Jehová".
Los testigos que se bautizan deben confirmar públicamente que se unen a "la organización guiada por el espíritu de Dios", sometiéndose así a su dirección y sistema judicial. Las publicaciones de la Sociedad Watchtower instan a los Testigos a demostrar lealtad a la organización sin estar en desacuerdo, incluso a expensas de los lazos familiares. Se dice que la lealtad a la organización requiere una participación total en la predicación pública y la asistencia continua o al menos regular a las reuniones.
El desacuerdo con el concepto de organización de los Testigos de Jehová ocupó un lugar destacado en los eventos que llevaron a una purga de miembros de alto nivel en 1980 en la sede del grupo en Brooklyn. Un resumen del comité del Cuerpo Gobernante de las "enseñanzas incorrectas" promovidas como "nuevos entendimientos" incluía la sugerencia de que Dios no tenía una organización en la tierra. El exmiembro del Cuerpo Gobernante Raymond Franz, quien fue expulsado como parte de la purga, posteriormente criticó el concepto de organización de la Watchtower, afirmando que el concepto que postula que Dios, no trata a los individuos más allá de una organización, no tiene ningún apoyo bíblico y solo sirve para reforzar la actitud del grupo estructura de autoridad, con su fuerte énfasis en la autoridad humana. También afirmó que la organización a través del cuerpo gobernante y de las publicaciones de la sociedad Watchtower ha empañado repetidamente las discusiones sobre la lealtad de Jesucristo a Dios y la lealtad de los apóstoles a Cristo para promover la opinión de que los testigos deben ser leales a la organización. El sociólogo Andrew Holden señaló que los Testigos no ven distinción entre la lealtad a Jehová y el movimiento en sí mismo, y otros investigadores han argumentado que desafiar los puntos de vista de los que están en la cima de la jerarquía equivale a desafiar a Dios mismo.

### Restauracionismo
Los testigos creen que después de la muerte de los apóstoles, la Iglesia entró en una "Gran Apostasía", apartándose de las enseñanzas originales de Jesús en varios puntos importantes. Bajo la influencia del restauracionismo del siglo XIX, Charles Taze Russell y sus asociados formaron un grupo de estudio bíblico en la década de 1870 en Allegheny, Pensilvania, desarrollando enseñanzas que vieron como un renacimiento de las "grandes verdades enseñadas por Jesús y los Apóstoles". Las publicaciones de la Watchtower afirman que tanto la Gran Apostasía como la posterior "restauración" de Russell del cristianismo original fueron un cumplimiento de la parábola de Jesús del trigo y la cizaña en Mateo 13:24-30, 36-43. Aunque muchas de sus enseñanzas escatológicas han cambiado a lo largo de los años, los testigos de Jehová siempre han afirmado ser la única religión verdadera. Según su interpretación de Apocalipsis 18:2-24, los testigos de Jehová creen que todas las demás religiones son parte de "Babilonia la Grande", un "imperio mundial de religión falsa" bajo el control de Satanás; en consecuencia, rechazan todas las relaciones ecuménicas con otras denominaciones religiosas.

## Dedicación de vida

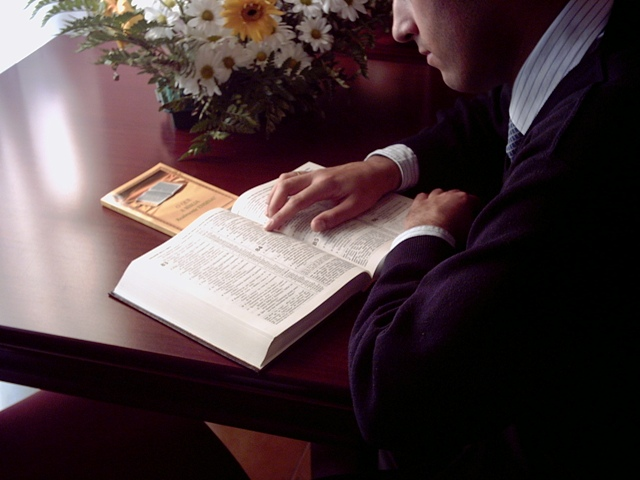
Todos los estudios bíblicos se basan en las publicaciones de la Sociedad Watchtower.

Habitualmente se anima a los testigos de Jehová a que hagan de la predicación una prioridad absoluta en sus vidas. Históricamente, y hasta el día de hoy, en muchas congregaciones y sucursales habitualmente se suele desaconsejar la educación superior, basándose en la creencia —muy habitual y frecuente en las publicaciones de los testigos de Jehová previas a 1975— de que es inútil planificar un avance secular en un mundo que enfrenta supuestamente una destrucción inminente, así como el temor de sucumbir al "pensamiento mundano" y la preocupación de que la educación avanzada pueda conducir a la falta de humildad o participación en la inmoralidad. Debido a la presión social de ancianos y padres, y a que en muchos casos las actividades de evangelización tienen prioridad sobre el éxito educativo, en muchos territorios, los jóvenes testigos de Jehová desertan del interés de estudiar en la universidad, situación que Holden describe como una fuente de arrepentimiento y resentimiento en los años siguientes entre aquellos que se criaron en la organización y luego optaron por desertar. Las publicaciones de los testigos de Jehová aconsejan a los padres que recomienden alternativas a la educación universitaria para sus hijos, sugiriendo títulos asociados de universidades comunitarias o técnicas o cursos cortos en materias como administración de oficinas, reparación de automóviles, informática o peluquería. Exhortan a los Testigos jóvenes a seguir una educación superior solo para adquirir las habilidades para ganarse la vida de manera razonable, mientras mantienen la flexibilidad para perseguir su "verdadera" vocación, el servicio a Dios. El estudio principal del autor James Penton sobre los testigos de Jehová, Apocalipsis retrasado, señaló que de los testigos de Jehová que progresan a la universidad, pocos pueden realizar estudios en áreas como humanidades y ciencias sociales, "disciplinas que amenazan la cosmovisión de los testigos".

### Educación 'mecanizada'
Las sucursales de los testigos de Jehová en cada país habitualmente ofrecen programas de formación religiosa para sus miembros, centrándose en mejorar sus habilidades ministeriales. Estos incluyen clases de alfabetización, escuela de servicio de pioneros, escuela para evangelizadores del Reino y escuela de Galaad. Algunos de estos programas son solo por invitación. Holden señaló: "A pesar de que los Testigos afirman razonar a partir de las Escrituras, su teología se enseña de una manera muy mecanicista, y las publicaciones escritas animan a los miembros a aprender casi cualquier cosa de una manera mecanicista".

## Desvinculación de "la organización"

### Expulsión y desasociación
Las publicaciones de los testigos de Jehová afirman que los miembros del grupo no están obligados a seguir siendo parte de la congregación. Sin embargo, las doctrinas de los testigos de Jehová no proporcionan ningún método para que los miembros bautizados se vayan en buenos términos, cosa que ha sido criticado y denunciado en la actualidad. Se considera que aquellos que eligen irse y anunciar su decisión de poner fin a su desvinculación abandonan la organización y la protección de Dios y entran voluntariamente en el mundo de Satanás, convirtiéndose en parte del Anticristo, relacionando estos términos con los internos de 'desasociado' o 'expulsado'. Las publicaciones de los testigos de Jehová definen a estas personas como "más reprobables que las del mundo", y dicen y ordenan que deben ser evitadas por otros Testigos, incluidos parientes cercanos, sin contacto social o religioso y sin ser saludados, y pueden ser expulsados también si deciden no seguir estos consejos. El sociólogo Andrew Holden dice que su investigación indicó que muchos testigos de Jehová que de otra manera desertarían debido a la desilusión con la organización y sus enseñanzas, permanecen afiliados por temor a ser excluidos y perder el contacto con amigos y familiares.

### Apostasía
Las publicaciones de los testigos de Jehová definen la apostasía como el abandono de la adoración y el servicio de Dios por parte de los miembros de la congregación cristiana, y la equiparan con la rebelión contra Dios. Se dice que el comportamiento de los apóstatas incluye rechazar las enseñanzas o requisitos bíblicos, rechazar la organización de Jehová, unirse a otro grupo religioso y apoyarlo, o celebrar fiestas religiosas. Es motivo de expulsión del grupo y posteriores evasión.
La promoción de puntos de vista doctrinales personales que se desvían de las enseñanzas oficiales también se considera apostasía. Las "marcas de identificación" de los apóstatas incluyen intentos de ganar seguidores, desprecio por la actividad de predicación de los Testigos, rechazo de la organización visible de Dios, crítica pública de otros Testigos e intentos de obstaculizar su trabajo. Se dice que otro comportamiento de identificación incluye la desviación de la verdad, el habla distorsionada y vacía, la hipocresía y la participación en formas más profundas de maldad. La literatura de los testigos de Jehová afirman que los apóstatas están motivados por la amargura mordaz y que sus escritos son venenosos, distorsionados y falsos, exhiben las características de "astucia, error artificial, inteligencia orgullosa, falta de amor y deshonestidad" y están diseñados para socavar la fe de los testigos de Jehová. Se describe a los apóstatas como orgullosos, independientes, ingratos y presuntuosos, enfermos mentales, exhiben envidia, rabietas y otros comportamientos anticristianos, y con frecuencia son víctimas de embriaguez, comportamiento relajado y fornicación.
Se dice que los apóstatas se han convertido en parte del anticristo y se les considera más reprensibles que los no testigos de Jehová. Se los describe como "anti-Dios" y están condenados a la destrucción. Dicen que los testigos deben odiar en el "sentido bíblico de la palabra" a los que se definen como apóstatas y no mostrar curiosidad por sus ideas, y que "todo el propósito de los apóstatas es derribar al pueblo de Dios" y distorsionar el verdad". Se debe evitar a los descarriados y se advierte a los testigos de Jehová que los que saludan a uno se vuelven "partícipes de sus malas obras".

## Doctrinas

### Biblia
Todo el canon protestante de las escrituras es visto como la palabra inspirada e infalible de Dios. Los testigos de Jehová consideran a partir de diversas hipótesis que la Biblia es científica e históricamente precisa y confiable e interpretan gran parte de ella literalmente, al mismo tiempo que la aceptan que contiene mucho simbolismo. Los testigos de Jehová sostienen que basan todas sus creencias en la Biblia, según la interpretación del Cuerpo Gobernante.

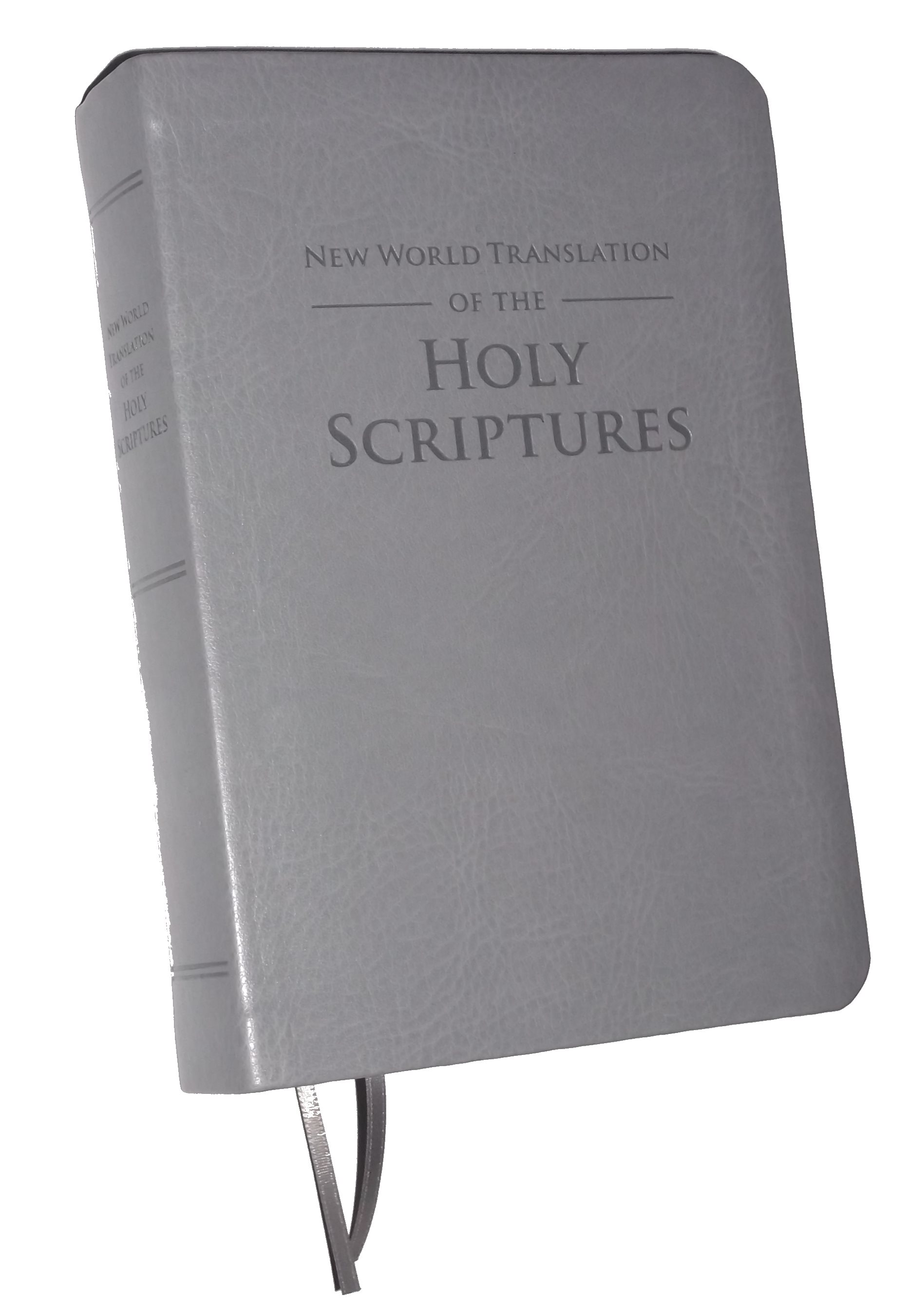
Los testigos prefieren usar la Traducción del Nuevo Mundo de las Santas Escrituras.

Usan los términos Escrituras greco-cristianas y Escrituras hebreas, en lugar de Antiguo y Nuevo Testamento, para evitar la implicación semántica de que el Antiguo Testamento está desactualizado o es inferior. Creen que las Escrituras Hebreas (Antiguo Testamento) contienen profecías que fueron cumplidas por Jesucristo, y que los libros de las Escrituras Griegas Cristianas (Nuevo Testamento) están dirigidos principalmente a los ungidos elegidos por Dios para vivir en el cielo. La Traducción del Nuevo Mundo de las Santas Escrituras, la traducción principal utilizada por los testigos de Jehová, traduce el nombre de Dios —en base al tetragrámaton— como Jehová, en lugar de Dios o SEÑOR como se encuentra en la Vulgata y en traducciones al inglés como la Versión King James.

### Dios
Los testigos de Jehová creen que Dios es el Creador y el Ser Supremo. Siguiendo los lineamentos de Russell y a partir de sus interpretaciones de las escrituras hebreas, los testigos rechazan la doctrina de la Trinidad, que consideran no bíblica. Ven a Dios como el Padre, una "persona" espiritual invisible separada del Hijo, Jesús, quien es un espíritu poderoso según su interpretación de Colosenses 1:15, Proverbios 8:30 y Juan 1:14. El Espíritu Santo se describe como la "fuerza activa" de Dios, no como la tercera parte de la Trinidad. Creen que Dios, cuyo nombre personal es Jehová, es "infinito pero accesible"; no es omnipresente, sino que tiene una ubicación en el cielo; es posible tener una relación personal con él como amigo; es bondadoso y misericordioso, y no "torturaría" eternamente a los inicuos. Siendo respetuoso del principio del libre albedrío, no impone su soberanía sobre las personas, eligiendo salvar solo a aquellos que quieren servirle, aunque el rumbo de la humanidad en general pueda resultar perjudicial.
Los testigos de Jehová a través de sus publicaciones enseñan que Dios debe distinguirse por su nombre personal: Jehová. El nombre es una forma latina moderna común del tetragrámaton hebreo, o nombre de cuatro letras, transcrito como YHWH. El uso de su nombre personal se considera vital para la adoración verdadera, y los Testigos generalmente anteponen el término Dios con el nombre de Jehová. El título, SEÑOR (griego: Kyrios) rara vez es usado por los Testigos cuando hablan de Dios. Como ninguna otra religión usa el nombre de Jehová con la misma prevalencia, creen en consecuencia que "solo los testigos de Jehová están difundiendo el nombre de Dios".

### Jesús
Los testigos de Jehová creen que Jesús es el "Hijo unigénito" de Dios y que su vida comenzó en el cielo. Se describe como la primera creación de Dios y la "representación exacta de Dios", pero se cree que es una entidad separada y no parte de una Trinidad. Se dice que Dios usó a Jesús para crear todas las demás cosas. Los testigos de Jehová creen desde su cosmovisión que el Arcángel Miguel, "la Palabra" de Juan 1:1, y la sabiduría personificada en Proverbios 8 se refieren a Jesús en su existencia prehumana y que él recuperó estas identidades después de su ascensión al cielo, muerte y resurrección. También lo identifican con el "jinete del caballo blanco" en Apocalipsis 6 y 19. Creen que su nacimiento en la tierra se llevó a cabo cuando voluntariamente permitió que Dios lo transfiriera del cielo al vientre de la virgen María. Mientras estuvo en la tierra, Jesús fue ejecutado como sacrificio para perdonar los pecados de la humanidad, convirtiéndose en el "padre eterno" de la familia humana.
Creen que después de su muerte, Jesús se apareció a sus discípulos, los convenció de su resurrección y luego ascendió al cielo para sentarse a la diestra de Jehová hasta convertirse en el rey prometido del reino celestial de Dios. Sostienen que Jesús actúa como mediador de un "nuevo pacto" mencionado en Jeremías 31:31, Lucas 22:20 y Hebreos 9:15; 12:24, mediando directamente solo para aquellos que van al cielo (los 144.000). Aquellos con una esperanza terrenal son considerados beneficiarios de esta alianza. Incluso como rey del reino de Dios, Jesús permanece subordinado a Dios. Los testigos rechazan la doctrina de la virginidad perpetua de María, que creen que tuvo más hijos después de Jesús.

### La cruz
Los Testigos de Jehová y el Movimiento de los Estudiantes de la Biblia usó como isotipo el símbolo de la Cruz y la Corona en las lápidas y en sus publicaciones hasta 1931. Desde 1936 los testigos de Jehová han rechazado la idea de que Jesús murió en una cruz y enseñan que murió en una simple estaca de madera (crux simplex), alegando que la palabra griega σταυρος (stauros) se refiere a un solo poste vertical. Consideran que la cruz es de origen pagano y objeto de adoración de ídolos.

### Satanás
Los testigos de Jehová creen que Satanás fue originalmente un ángel perfecto que desarrolló sentimientos de glorificación y ansiaba tener la adoración que pertenecía a Dios. Satanás persuadió a Adán y Eva para que le obedecieran a él en lugar de a Dios, planteando la cuestión, a menudo referida como una "controversia", de si las personas, habiendo recibido libre albedrío, obedecerían a Dios bajo tentación y persecución. Se dice que el dilema es si Dios puede reclamar legítimamente ser soberano del universo. En lugar de destruir a Satanás, Dios decidió probar la lealtad del resto de la humanidad y demostrar al resto de la creación que Satanás era un mentiroso. Los testigos de Jehová creen que Satanás es el principal adversario de Dios y, consecuentemente, el gobernante invisible del mundo. Ellos creen que los demonios eran originalmente ángeles que se rebelaron contra Dios y que se pusieron del lado de Satanás en la controversia.
A diferencia de otras corrientes del cristianismo, los Testigos de Jehová son escépticos de la creencia y cosmovisión de que Satanás viva en el infierno y que en consecuencia, Satanás tenga una responsabilidad en castigar a los malvados. De acuerdo a su interpretación de la Biblia y a hipótesis desarrolladas en las publicaciones de los testigos de Jehová de principios del siglo XX, se dice que Satanás y sus demonios fueron arrojados del cielo a la tierra en 1914, marcando el comienzo de los "últimos días". Los testigos creen -a través de interpretaciones de la Biblia, hipótesis y teorías de la conspiración que aparecen en sus publicaciones- que Satanás y sus demonios -incluyendo personajes de la cosmovisión bíblica como el "anticristo", "el rey del norte" y el "rey del sur"- influyen fuertemente en individuos, organizaciones y naciones, y que son la causa del sufrimiento humano. De acuerdo a su cosmovisión, en el Armagedón, Satanás debe ser prisionero por 1.000 años, y luego se le dará una breve oportunidad para engañar a la humanidad perfecta antes de ser finalmente destruido.
Escritores como James Beckford y los exmiembros James Penton y Barbara Grizzuti Harrison han declarado que los testigos de Jehová dada su fuerte cultura de control social y censura tienen "miedo a los demonios", lo que en palabras de Penton concluye que es "a veces tan extremo que se vuelven bastante supersticiosos". Penton también señala que evitar las "prácticas demoníacas" ha liberado a muchas personas en África y América Latina del miedo a los espíritus. Las publicaciones de los testigos de Jehová afirman que quienes creen en sus enseñanzas no necesitan albergar temor o miedo supersticioso a los demonios, porque su poder sobre los humanos es limitado.

### La creación
Aunque a diferencia de otras corrientes cristianas formalmente rechazan el creacionismo, Los Testigos de Jehová enseñan en la actualidad un punto de vista sobre la creación que toma elementos de la ciencia sobre la creación, y elementos del creacionismo del vacío temporal y de la cosmovisión de la creación señaladas en el libro del génesis, con un período prolongado entre la creación inicial del universo y los "días creativos" posteriores en relación con la tierra, que se dice que han tomado "miles de años". En contraste con corrientes del cristianismo como el pentecostalismo y el evangelicalismo contemporáneos, descartan y rechazan el creacionismo de la Tierra Joven al que califican como "una hipótesis sin sustento bíblico y poco creíble", y según su doctrina, se afirma que los testigos de Jehová "no son creacionistas" sobre la base de que no creen que la tierra fue creada en seis días literales. Hasta el cisma al interior de la organización posterior al fiasco de las profecías y predicciones sobre 1975, las publicaciones de los testigos de Jehová anteriores a la década de 1990 incluían las hipótesis -hoy en desuso- de Charles Taze Russell respecto a que Adán fue creado en el año 4026 a. C.

### El reino mesiánico de Dios
Las publicaciones de los testigos de Jehová enseñan que el reino de Dios es un gobierno literal en el cielo, establecido en 1914, gobernado por Jesucristo y 144.000 seres humanos ungidos. El reino es visto como el medio por el cual Dios logrará su propósito original para la tierra, trayendo un mundo libre de crimen, enfermedad, muerte y pobreza, y finalmente transformando la tierra en un paraíso. Se dice que el reino fue el centro del ministerio de Jesús.

### La muerte
Siguiendo las enseñanzas de Russell, los testigos consideran que el alma es mortal, basándose en la declaración de Ezequiel 18:4 de que "el alma que pecare, morirá" y, por lo tanto, creen que el alma no continúa viviendo después de que alguien muere. La muerte se considera un estado de inexistencia, según su comprensión de Eclesiastés 9:5: "Porque los vivos están conscientes de que van a morir; pero en cuanto a los muertos, no tienen conciencia de nada en absoluto". Los testigos creen que la única esperanza de vida después de la muerte radica en la resurrección, que, según ellos, implica la recreación de Dios del mismo individuo con un nuevo cuerpo. Creen que 144.000 personas resucitarán a la vida como criaturas espirituales en el cielo para ser gobernantes sacerdotales bajo Cristo, pero la gran mayoría, a la vida física en la tierra.
Las publicaciones de la Watchtower enseñan que el infierno (hades o seol) no es un lugar de tormento ardiente, sino más bien la "fosa común de la humanidad", un lugar de inexistencia inconsciente. Se dice que Gehena, la palabra bíblica que se traduce comúnmente como "fuego del infierno", describe un juicio de destrucción total, del cual no es posible la resurrección. Ellos razonan que la destrucción completa no permite la "tortura" literal de los malvados, porque la persona muerta no está consciente. Con base en esto, creen que las parábolas como "el rico y Lázaro" no deben tomarse literalmente, y que tales referencias están hablando de muerte simbólica, no de la muerte física de individuos reales.
Los testigos enseñan que los ángeles malignos (demonios) a veces fingen ser espíritus de los muertos y que su engaño es la base de muchas creencias sobre los fantasmas.

### La salvación
Los testigos de Jehová creen que la fe en el sacrificio de rescate de Jesús es esencial para la salvación. Rechazan el concepto de salvación universal y el de predestinación. Creen que todas las criaturas inteligentes están dotadas de libre albedrío y que la salvación depende de la "bondad inmerecida" de Dios, pero también requiere fe en Dios y en el "sacrificio de rescate" de Jesucristo, demostrado por la predicación "celosa". Según la teología de la Sociedad Watchtower, la salvación requiere la mediación de Cristo como parte del propósito de Dios de conceder a los seres humanos la vida eterna, ya sea en el cielo (para los 144.000 cristianos "ungidos" o "rebaños pequeños") o en la tierra (para las "otras ovejas ", el remanente de la humanidad fiel). Para los Testigos ungidos, se dice que la salvación se logra a través de su muerte y posterior resurrección a la vida celestial para compartir con Cristo como cogobernante del reino de Dios; para otros, se obtiene mediante la preservación a través de la Gran Tribulación y la batalla de Armagedón. Las publicaciones de la Sociedad Watchtower afirman que la salvación en Armagedón también depende del bautismo, el conocimiento exacto de la verdad bíblica, la adherencia a las "normas de conducta y moralidad" de Dios, el uso del nombre divino "Jehová" en la adoración, ser miembro de La "organización" de Dios y el apoyo activo a los cristianos ungidos.

#### 144.000 ungidos
Según una interpretación literal de versículos como Apocalipsis 14: 1–4, los testigos de Jehová creen que exactamente 144.000 cristianos fieles van al cielo como criaturas espirituales para gobernar con Cristo en el reino de Dios. Creen que la mayoría de ellos ya están en el cielo, y que el "remanente" en Apocalipsis 12:17 (KJV) se refiere a aquellos que permanecen vivos en la tierra y que serán resucitados inmediatamente al cielo cuando mueran. Los testigos entienden las palabras de Jesús en Juan 3:3 - "a menos que un hombre nazca de nuevo, no puede ver el reino de Dios" - para aplicarlas a los 144.000 que han "nacido de nuevo" como hijos "ungidos" de Dios en el cielo. Asocian los términos "Israel de Dios" (Gálatas 6:16), "rebaño pequeño" (Lucas 12:32) y "la novia, esposa del Cordero" (Apocalipsis 21: 9) en el Nuevo Testamento con el "ungido".
Los miembros que afirman ser ungidos no reciben un trato especial por parte de otros miembros de la congregación. Los testigos de Jehová creen que ser "ungidos" implica una revelación personal del espíritu de Dios que "da seguridad positiva de adopción" solo al individuo. Solo aquellos que afirman ser ungidos participan del pan sin levadura y del vino en la conmemoración anual de la muerte de Cristo. Según La Atalaya, "el Cuerpo Gobernante no mantiene una lista de todos los participantes, ya que no mantiene una red mundial de ungidos".

#### Otras ovejas
La literatura de la Sociedad Watchtower afirma que el uso que Jesús hace del término "otras ovejas" en Juan 10:16 indica una clase separada con una esperanza terrenal. Los pertenecientes a las "otras ovejas" que mueran fieles a Dios recibirán la "resurrección de los justos" que se menciona en Hechos 24:15. Aquellos que mueran sin servir fielmente a Dios recibirán la "resurrección de los ... injustos". Tendrán la oportunidad de unirse a las "otras ovejas" de Jesús y vivir para siempre en una tierra paradisíaca. Los destruidos en el Armagedón y otros juicios específicos de Dios no resucitan. Los de las "otras ovejas" que sobreviven al Armagedón sin necesidad de una resurrección se denominan "la gran muchedumbre".

### Escatología
Las publicaciones de los Testigos de Jehová enseñan que Jesucristo comenzó a gobernar en el cielo como rey en octubre de 1914. Afirman que la palabra griega parusía se procesa con mayor precisión a presencia, percibida solo por un "signo". Como tal, la Segunda Venida se considera una presencia invisible, que dura un largo período de tiempo y termina con la "venida" de Jesús para separar las ovejas de las cabras. Creen que cuando Jesús se convirtió en rey, Satanás fue arrojado del cielo a la tierra, trayendo un período de "desgracia" a la humanidad.
Los Testigos basan sus creencias sobre el significado de 1914 en la interpretación de la cronología bíblica de la Sociedad Watchtower, basándose en su creencia de que la destrucción de Jerusalén y el comienzo del cautiverio babilónico ocurrió en el 607 a. C. (La fecha aceptada secularmente para la caída de Jerusalén es el año 587 a. C.; los exiliados fueron llevados en varios años, y la mayoría de los judíos fueron exiliados a Babilonia después del sitio de Jerusalén en el 597 a. C.) Creen que el capítulo 4 de Daniel profetizó un período de 2520 años comenzando en 607 a. C. y terminando en 1914 d. C. Ellos equiparan este período con el "tiempo de los gentiles" o "los tiempos señalados de las naciones", una frase tomada de Lucas 21:24. Creen que cuando los babilonios conquistaron Jerusalén, el linaje de reyes descendientes de David se truncó, y que el trono de Dios fue "pisoteado" desde entonces hasta que Jesús comenzó a gobernar en octubre de 1914. Los testigos creen que su doctrina está confirmada por los acontecimientos mundiales desde 1914, incluidas las guerras, las hambrunas, los terremotos y el aumento de la anarquía, que ven como el cumplimiento de la "señal" de la presencia de Cristo. Creen que su predicación también es parte de esa señal, citando Mateo 24:14. Los Testigos enseñan que en 1918 Jesús resucitó a los 144.000 (los "ungidos") que ya habían muerto a la vida celestial; desde 1918, cualquier "ungido" ha sido resucitado individualmente a la vida celestial en el momento de su muerte, para servir como reyes junto a Cristo en su gobierno celestial.
Se considera desde su cosmovisión que la era del mundo actual, o "sistema de cosas", está en sus "últimos días", enfrentando una destrucción inminente a través de la intervención de Dios y Jesucristo, trayendo liberación a los que adoran a Dios. Este juicio comenzará con la destrucción por parte de una coalición de naciones de la religión falsa, que ellos identifican como "Babilonia la Grande" o la "ramera" de Apocalipsis 17. Esto marcará el comienzo de la gran tribulación. Posteriormente, según creen los testigos de Jehová, Satanás y sus aliados atacarán a los creyentes, una acción que llevará a Dios a iniciar la guerra de Armagedón, durante la cual serán destruidas todas las formas de gobierno y todas las personas no contadas como "ovejas" de Cristo, o verdaderos seguidores. Las publicaciones de la Sociedad no hacen una declaración explícita sobre si los niños pequeños o los enfermos mentales sobrevivirán, pero dicen que el juicio de Dios será "justo y misericordioso". Después del Armagedón, Satanás será arrojado a un abismo y no podrá influir en la humanidad, por lo que Dios extenderá su reino celestial para incluir la tierra, que se transformará en un paraíso similar al Jardín del Edén.
La mayoría de los que murieron antes de la intervención de Dios serán gradualmente resucitados para un "día de juicio" que durará los mil años mencionados en Apocalipsis 20. Este juicio se basará en sus acciones después de la resurrección, en lugar de sus acciones pasadas. Al final de los mil años, Cristo devolverá toda autoridad a Dios. Entonces Satanás será liberado para una última oportunidad para engañar a la humanidad perfecta; Satanás, sus demonios y cualquiera que no pase la prueba serán destruidos, dejando una raza humana completamente probada y perfecta que vivirá para siempre.

### Sitios web oficiales de las Testigos de Jehová
- Sitio web oficial de los testigos de Jehová
- ¿Cuáles son las principales creencias de los testigos de Jehová?
- Preguntas Frecuentes sobre los Testigos de Jehová
- (en francés) - Sitio web oficial de los testigos de Jehová de Francia
- "La expulsión es una muestra de amor", en sitio oficial de los testigos de Jehová

### Otros enlaces de interés
- Triângulos Roxos - As vítimas esquecidas do Nazismo (en portugués)
- Museo del Holocausto en Washington - Sección reservada a los Testigos de Jehová (en inglés)
- Vivir tras la expulsión de los testigos de Jehová. Episodio 1225 (Madresfera, 2023)
- Denuncian a los testigos de Jehová por la realización de juicios internos, en Infocatolica, por RIES
- Inside the brutal world of Jehovah's Witnesses, reportaje de la televisión pública australiana (ABC, 2021) (en inglés)

- Datos: Q262744